# هادي ناصر منصور الهاجري
هادي ناصر منصور خليل الهاجري سياسي ودبلوماسي قطري، والسفير الحالي لدولة قطر لدى جمهورية أوكرانيا، ولد في الدوحة بتاريخ 09-02-1968م، التحق بالعمل في وزارة الخارجية بعد أن أنهى دراسته العليا في الولايات المتحدة الأمريكية، اكتسب الهاجري خلال فترة عمله الطويل في المجال الدبلوماسي خبرات ومهارات دبلوماسية عديدة الأمر الذي جعله سفيراً لدولة قطر لدى عدد من الدول مثل جيبوتي وبولندا والامارات العربية المتحدة وتحصّل على وسام الشرف تقديراً لجهوده في توضيد العلاقات القطرية البولندية من الرئيس البولندي، كما انه مثل الدولة في عدد من المحافل والمؤتمرات الدولية والإقليمية.

## المؤهلات العلمية
- بكالوريوس حقوق من جامعة الملك محمد الخامس – المملكة المغربية لعام 1993م.
- مدرسة فليتشر للحقوق والدبلوماسية، بوسطن،الولايات المتحدة الأمريكية ابداءً من العام 1997 وحتى عام 1999م.

### اللغات
العربية (اللغة الام)، الإنجليزية (لغة ثانية)

## الخبرات المهنية
- باشر العمل بالوزارة بتاريخ 09-02-1994م بوظيفة (باحث قانوني) حتى عام 2000م.
- عين مديراً لإدارة الشؤون القانونية بالإنابة خلال الفترة من 10-10-2001م وحتى 18-02-2003م.
- عمل بدرجة مستشار في سفارة دولة قطر في الرياض خلال الفترة من 19-01-2004م وحتى 18-07-2007م.
- عين سفيراً لدولة قطر لدى جمهورية جيبوتي خلال الفترة من 27-10-2007م وحتى 02-08-2009م.
- عين سفيراً لدولة قطر لدى الجمهورية البولندية خلال الفترة من 23-11-2009م إلى 05-09-2015م.[2]
- عين سفيراً لدولة قطر لدى (غير مقيم) في كل من جمهورية لاتفيا واستونيا من أبريل 2011م وحتى أبريل 2015م.
- عين سفيراً لدولة قطر لدى دولة الإمارات العربية المتحدة خلال الفترة من 05-10-2015م وحتى 06-09-2017م.[3]
- شغل منصب سفير بديوان عام الوزارة خلال الفترة من 01-11-2017م وحتى 14-04-2018م.
- عين سفيرا مفوضاً فوق العادة لدى أوكرانيا بتاريخ 14-04-2018م، وما زال.[4]